# Selank
Selank (del ruso: Cеланк) es un neuropéptido nootrópico y ansiolítico desarrollado por el Instituto de Genética Molecular de la Academia Rusa de Ciencias. Selank es un heptapéptido con la secuencia Thr-Lys-Pro-Arg-Pro-Gly-Pro. Es un análogo sintético del tetrapéptido humano tuftsina.

## Farmacología
Selank es un análogo sintético del péptido inmunomodulador tuftsina; como tal posee muchos de sus efectos. Se ha demostrado que modulan la expresión de la interleuquina-6 (IL-6) y afecta al equilibrio de las células T cooperadoras citoquinas. Se ha demostrado que influyen en la concentración de neurotransmisores monoamina e inducir el metabolismo de la serotonina. Hay evidencia de que también puede modular la expresión del factor neurotrófico derivado del cerebro (FNDC) en ratas.

## Ensayos clínicos
En los ensayos clínicos, el fármaco ha demostrado proporcionar un efecto nootrópico y ansiolítico sostenido, útil para el tratamiento del trastorno de ansiedad generalizada (TAG). Selank tiene la ventaja de no mostrar efectos secundarios sedativos y síndrome de abstinencia, en comparación con los tratamientos para la ansiedad tradicionales, como las benzodiazepinas. Selank también tiene una toxicidad muy baja, con una sobredosis demostrada inofensiva, incluso hasta 500 veces por encima de la dosis efectiva. Cuando se libera, el fármaco se utiliza como una solución acuosa al 0,15% que se aplica en la mucosa nasal en forma de gotas. Se cree que este es el mejor método para la absorción de fármacos basados en péptidos. El medicamento puede ser utilizado para suprimir los sentimientos de miedo y ansiedad en personas con trastornos de ansiedad, y como nootrópico puede estimular el aprendizaje y la memoria en personas sanas.
Desde 2010, la droga ha finalizado la fase III de los ensayos clínicos en Rusia y actualmente está en espera de ser autorizados para su uso general en la región.[cita requerida] Se desconoce si el fármaco será comercializado en otros países.
Selank está estrechamente relacionado con otro fármaco nootrópico, Semax, también desarrollado por el Instituto de Genética Molecular en Rusia. Este medicamento está disponible en las farmacias de Rusia y Ucrania. 